# The Average White Band
The Average White Band — шотландський гурт, утворений 1971 року в Лондоні. До першого складу гурту входили: Хеміш Стьюерт (Hamish Stuart), 8.10.1949, Глазго, Шотландія — вокал, гітара; Оуен «Онні» Макінтайр (Owen «Onnie» Mclntyre), 25.09.1945, Леннокстаун, Шотландія — гітара, вокал; Малколм «Моллі» Данкен (Malcolm «Molly» Duncan), 24.08.1945, Монтроз, Шотландія — саксофон; Роджер Болл (Roger Ball), 4.06.1944, Данді, Шотландія — саксофон, клавішні; Алан Горрі (Alan Gorrie), 19.07.1946, Перт, Шотландія -вокал, бас та Роббі Макінтош (Robbie Mcintosh), 6.05.1950, Данді, Шотландія — 23.09.1974, Лос-Анжелес, США — ударні. Також до першого складу входив Майк Росен (Mike Rosen) — труба, гітара, але він виступав недовго.
Дебютував гурт влітку 1972 року на рок-фестивалі у місті Лінкольн, а в січні наступного року музикантів запросили взяти участь у концерті Еріка Клептона у лондонському театрі «Rainbow». Вже перший альбом гурту виявив великий потенціал гурту, однак справжнє вміння музиканти продемонстрували на другій платівці. Цей лонгплей з сексистською обкладинкою під простою назвою «AWB», зпродюсований Аріфом Мардіном, був блискучою збіркою динамічних творів, серед яких вирізнялись електрична версія хіту Isley Brothers «Work To Do» та власна інструментальна композиція A.W.B. «Pick Up The Pieces». Ця остання була також видана на синглі і потрапила до британського Тор 5, а сам альбом став бестселером у США.
Однак американський успіх негативно відбився на подальшій долі гурту, коли у вересні 1974 року під час перебування A.W.B. у Голлівуді від передозування героїну помер Макінтош. На його місце було запрошено колишнього учасника гурту Bloodstone Стіва Феррона (Steve Ferrone), 25.04.1950, Брайтон, Велика Британія. Хоча гурту вдалось створити ще один хіт — твір «Cut The Cake», що ввійшов до третього альбому, наступні записи стали лише копіями попередніх досягнень. Поверненням до успіху, на жаль, не тривалого, став записаний разом з Беном Кінгом альбом «Benny & Us», а також сингли «Walk On By» та «Let's Go Round Again».
1983 року шляхи музикантів розійшлись і гурт припинив свою діяльність. Феррон зв'язався з гуртом Duran Duran, а Стьюерт приєднався до Пола Маккартні і з'явився на його платівці «Flowers In The Dirt». Саме контракт з Маккартні не дозволив Стьюерту приєднатись до Горрі, Болла та Макінтайра у реанімованій 1988 року A.W.B. На його місце підшукали вокаліста гурту Карлоса Сантани — Алекса Лайдертвуда, а також підсилили склад Еліотом Люїсом (Eliot Lewis) — клавішні та Тайгером Макнілом (Tiger McNeil) — ударні.

## Дискографія
- 1973: Show Your Hand
- 1974: The Average White Band
- 1975: Cut The Cake
- 1975: Put It Where You Want It
- 1976: Soul Searching
- 1977: Person To Percon
- 1977: Benny & Us
- 1978: Warmer Communications
- 1979: Feel No Fret
- 1979: The Best Of Averagewhite Band
- 1980: The Average White Band Volume 8
- 1980: Shine
- 1982: Cupid's In Fashion
- 1989: After Shock
- 1994: Let's go Round Again
- 1994: Live On The Test

### Алан Горрі
- 1985: Sleepless Nights